# Stock Aitken Waterman
Stock Aitken Waterman (forkortet som SAW) var en engelsk trio af sangskrivere og pladeproducenter bestående af Mike Stock, Matt Aitken og Pete Waterman. Trioen havde stor succes fra midten af 1980'erne og frem til begyndelsen af 1990'erne. De betragtes som en af de mest succesfulde sangskrivere og pladeproducenter gennem tiderne med mere end 100 Top 40-hits i Storbritannien og salg af mere end 40 millioner plader.

## Samarbejder
Kendte sangere og bands Stock, Aitken og Waterman har skrevet og produceret for:
- Bananarama
- Band Aid
- Cliff Richard
- Dead or Alive
- Debbie Harry
- Donna Summer
- Elton John
- Gloria Gaynor
- Holly Johnson
- Jason Donovan
- Kylie Minogue
- La Toya Jackson
- Malcolm McLaren
- Mel & Kim
- Rick Astley
- Sabrina Salerno
- Samantha Fox